# Heinz Hajna

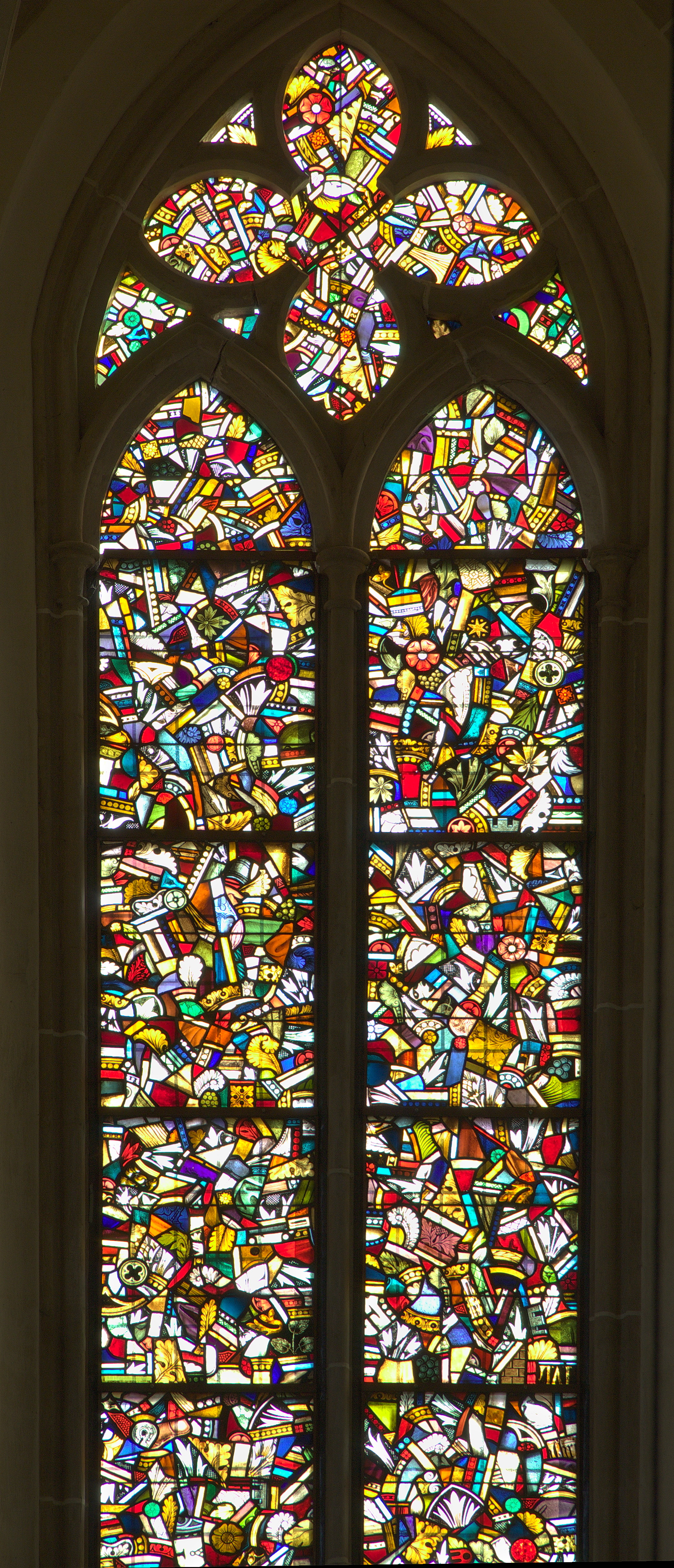
In den Jahren 1950 bis 1953 schuf Heinz Hajna aus den Scherben der im Krieg zerstörten Kirchenfenster der Predigerkirche Erfurt diese Trümmerfenster

Heinz Hajna (* 9. Februar 1913 in Zittau; † 18. September 1992) war ein deutscher Glaskünstler und -Restaurator.

## Leben und Werk
Heinz Hajna wuchs in der Familie des Webermeisters Karl Hajna auf. Seine Berufswahl fiel später auf das Glasgewerbe. Er gehörte zur Gablonzer Glasgenossenschaft. Er war in die Neugestaltung des riesigen Pfingstfensters im Prager Veitsdom nach dem Entwurf von Alfons Mucha einbezogen. Er heiratete 1935 in Prag. Im Juli 1942 legte er in Reichenberg seine Meisterprüfung ab. Im Herbst 1945 zog er mit seiner Familie nach Weimar. Er konzentrierte sich auf die Arbeit für mittelalterliche Kirchenfenster und arbeitete an den Bildfenstern der Dome zu Brandenburg, Naumburg und Halberstadt, der Marienkirche Mühlhausen, in Stendal, Panschwitz-Kuckau und Bossow, an vielen Orten zwischen Mecklenburg und Südthüringen, in Erfurt am Dom, Augustinerkirche und den ältesten Fenstern der Stadt aus der Barfüßerkirche. Seine außergewöhnlichste Leistung war in den Jahren zwischen 1950 und 1953 die Schöpfung der Trümmerfenster in der Predigerkirche. Heinz Hajna starb an den Folgen des lebenslangen Umgangs mit dem Blei der Fensterfassungen.

## Ausstellungen
Im Jahr 2013 wurde zum 100. Geburtstag des Künstlers im Erfurter Angermuseum eine Ausstellung in Zusammenarbeit mit dem Initiativkreis Barfüßerkirche, der Predigergemeinde Erfurt und dem Sohn des Künstlers, Karl-Heinz Hajna, konzipiert.